# Jaroslav N. Ondra
Jaroslav Němec Ondra (18. března 1925 Studená u Dačic –  8. dubna 2000 Praha) byl evangelický teolog, duchovní Českobratrské církve evangelické, ekumenický pracovník, mírový aktivista, profesor Komenského evangelické bohoslovecké fakulty, po roce 1990 Evangelické teologické fakulty Univerzity Karlovy.

## Život
Po složení maturitní zkoušky v roce 1944 na gymnáziu v Brně byl prozatímním diakonem v Třebíči (1944–1945), v letech 1945–1948 vystudoval Husovu československou evangelickou fakultu bohosloveckou (HČEFB) v Praze; během studia se intenzivně věnoval práci ve Spolku posluchačů HČEFB a v Akademické YMCE. V dalších letech působil jako diakon (1948), vikář (1949) a farář (1951–1955) ve farním sboru ČCE Zruč nad Sázavou; poté 1955–1960 (fakticky), 1960–1967 (nominálně) byl farářem ve sboru Praha-Kobylisy. Od 1. listopadu 1959 pracoval po boku prof. Josefa Lukla Hromádky ve funkci generálního tajemníka Křesťanské mírové konference (KMK), od 1. 12. 1959 také tajemníka Ekumenické rady církví v Československu (ERC). V roce 1960 se stal ředitelem Ekumenického institutu při Komenského evangelické bohoslovecké fakultě v Praze. Doktorát teologie obhájil na Slovenské evangelické bohoslovecké fakultě v Bratislavě (1967) u generálního biskupa Evangelické církve augsburského vyznání na Slovensku prof. Jána Michalka.
Na počátku tzv. normalizační éry byl v roce 1969 přinucen se obou ekumenických funkcí (KMK, ERC) vzdát, v letech 1970–1975 při zaměstnání vystudoval a získal doktorát práv na Právnické fakultě Univerzity Karlovy. Po čase se vrátil do práce v ERC a v rámci jejích obnovených i nově zavedených zahraničních styků věnoval se především evropským Evangelickým akademiím. V roce 1978 byl jmenován profesorem na Komenského evangelické bohoslovecké fakultě pro obor filozofie, po odchodu do důchodu (1990) až do své smrti v dubnu 2000 pracoval ještě na poloviční úvazek v Ekumenickém institutu ETF UK. Manželka Věra, rozená Němcová, syn Pavel.
Nezanechal obsáhlé vědecké a publicistické dílo, byl však uznávaným aktivistou na poli mezinárodní ekumenické mírové práce, osobně kazatelem, vnímavým sociálním teologem i pastorálním rádcem všem, kdo se na něj obrátili; po husitsky „každému pravdu přál“. V širším kontextu české křesťanské komunity je za hlavní přínos prof. Jaroslava N. Ondry považována jeho neúnavná, strategicky zaměřená mezikonfesní církevní práce v mnoha jejích aspektech, přesahující hranice vlastní církve, fakulty i tehdejšího domácího ekumenického hnutí.

## Dílo

### Doktorská a habilitační práce
- Theologické a ekumenické předpoklady pro křesťanskou mírovou práci. Bratislava 1967
- Základy dialektiky u Georga Wilhelma Friedricha Hegla. Praha 1978

### Statě, eseje a články
Publikoval studie a články v řadě domácích i zahraničních periodik, jejich soupis však zatím nebyl zpracován. Symptomaticky lze zaznamenat:
- Požadavek tvůrčí solidarity. Křesťanská revue 30, 1963, str. 111–113
- "Mein Bund ist Leben und Frieden" (Mal.2,5), Dokumente und Nachrichten der II. Allchristlichen Friedensversammlung in Prag, 28. Juni bis 3. Juli 1964. Prag 1964
- J. L. Hromádka a mírová práce. Křesťanská revue 47, 1980, str. 33–38
- Some biblical reflections on the changes in Europa. Ecumenical Revue, vol 46, no 2, Geneva 1993